# Arnoglossus scapha
Arnoglossus scapha (englischer Trivialname: Witch) ist eine Fischart aus der Familie der Butte. 1801 wurde Johann Reinhold Forsters Manuskript mit der wissenschaftlichen Erstbeschreibung posthum durch Johann Gottlob Theaenus Schneider veröffentlicht.

## Beschreibung
Arnoglossus scapha erreicht eine Größe von 20 bis 40 Zentimetern. Beide Augen sitzen auf der linken Seite des Kopfes, während der Fisch im Regelfall mit der rechten Seite auf dem Gewässerboden liegt. Die Dorsal- und die Analflossen umranden fast vollständig den abgeflachten ovalförmigen Körper. Die Seitenlinie bildet einen starken Bogen über der Brustflosse. Der Rücken ist grau oder hellbraun mit vielen kleinen schwarzen und gelben Punkten. Die Unterseite ist weißlich.

## Verbreitung und Lebensraum
Arnoglossus scapha kommt in den Küstengewässern Chinas, Neuseelands sowie im Westpazifik vor. Die Art lebt auf dem Meeresgrund in Tiefen bis 400 m.

## Lebensweise
Die Nahrung von Arnoglossus scapha besteht aus Würmern, kleinen Krustentieren, Weichtieren und kleinen Fischen. Die Laichzeit erstreckt sich von August bis April. Die Fischlarven durchlaufen ein Planktonstadium nahe der Oberfläche, bevor sie zum Meeresgrund wandern. Wegen ihres wässrigen Fleisches und der vielen feinen Gräten hat die Art keinen kommerziellen Wert im Fischfang. Arnoglossus scapha gilt als Hauptnahrung der seltenen Warzenscharbe.